# Vosso
Der Vosso ist ein Fluss in der norwegischen Kommune Voss in der Provinz (Fylke) Vestland.

## Verlauf
Der Vosso entsteht bei der Ortschaft Vossavangen aus dem Zusammenfluss dem Fluss Raundalselvi aus dem Osten und dem Fluss Strandaelvi aus dem Norden. Kurz nach dem Zusammenfluss durchfließt der Vosso den See Vangsvatnet und kurz darauf das Seimsvatnet. Anschließend führt der Fluss weiter in Richtung Nordwesten, wo er in seinem Lauf den See Evangervatnet durchquert und ab da den Namen Bolstadelva trägt. Schließlich mündet der Fluss in den Bolstadfjorden, einer Verlängerung des Vikafjorden.
Das Einzugsgebiet des Flusses umfasst etwa 1640 km².

## Nutzung
Traditionell war der Lachsfang von großer Bedeutung am Fluss, der Bestand ging Ende der 1980er-Jahre allerdings stark zurück. Der Fluss wurde deshalb 1992 unter besonderen Schutz gestellt. Durch den Rückgang des Lachsbestands übernahm die Meerforelle die Rolle als am meist gefangene Fischart. Entlang des Flusses befinden sich das Kraftwerk Oksebotn und das Kraftwerk Evanger.